# Житноцветни
Житноцветни (Poales) е разред покритосеменни растения от групата на комелинидите. Включва 18 семейства, главно тревисти растения, разпространени по целия свят.

## Семейства
В системата APG II разредът включва следните семейства:
- Anarthriaceae
- Bromeliaceae – Бромелиеви
- Centrolepidaceae
- Cyperaceae – Острицови
- Ecdeiocoleaceae
- Eriocaulaceae
- Flagellariaceae
- Hydatellaceae
- Joinvilleaceae
- Juncaceae – Дзукови
- Mayacaceae
- Poaceae – Житни
- Rapateaceae
- Restionaceae
- Sparganiaceae
- Thurniaceae
- Typhaceae – Папурови
- Xyridaceae